# Municipio de Spring Valley (condado de Clark)
El municipio de Spring Valley (en inglés: Spring Valley Township) es un municipio ubicado en el condado de Clark en el estado estadounidense de Dakota del Sur. En el año 2010 tenía una población de 40 habitantes y una densidad poblacional de 0,43 personas por km².

## Geografía
El municipio de Spring Valley se encuentra ubicado en las coordenadas 45°7′18″N 97°49′26″O / 45.12167, -97.82389. Según la Oficina del Censo de los Estados Unidos, el municipio tiene una superficie total de 93.22 km², de la cual 90,91 km² corresponden a tierra firme y (2,47 %) 2,31 km² es agua.

## Demografía
Según el censo de 2010, había 40 personas residiendo en el municipio de Spring Valley. La densidad de población era de 0,43 hab./km². De los 40 habitantes, el municipio de Spring Valley estaba compuesto por el 100 % blancos. Del total de la población el 0 % eran hispanos o latinos de cualquier raza.